# Sphenia perversa
Sphenia perversa is een tweekleppigensoort uit de familie van de Myidae. De wetenschappelijke naam van de soort is voor het eerst geldig gepubliceerd in 1867 door Blanford.